# Comitia
Comitia (Plural von lateinisch comitium „Versammlungsort“) war im antiken Rom die Bezeichnung für eine Volksversammlung. In diesen Versammlungen (deutsch: Komitien) wurde das Ergebnis einer Wahl oder Abstimmung nicht aufgrund einzelner Stimmen ermittelt, sondern aufgrund der Abstimmungsresultate einzelner Gruppen. Je nach Art dieser Gruppe wurden folgende Comitien unterschieden:
- comitia curiata – Versammlung der 30 Kurien (curiae). Zur Zeit Marcus Tullius Ciceros wurde jede Kurie durch einen Liktor vertreten.
- comitia centuriata – nach Zenturien (centuriae) bzw. Vermögensklassen gegliedert, ursprünglich eine Heeresversammlung; diese Comitien wählten die Konsuln.
- comitia tributa – gegliedert nach ursprünglich vier, zuletzt 35 Tribus. In gleicher Weise war auch die Sonderversammlung der Plebs (concilium plebis) organisiert.

Den Comitia ging in der Regel eine Contio voran.
Wie viel Einfluss das Volk in der römischen Republik über die Comitien auf die Politik hatte, ist umstritten. Während Polybios Rom als Beispiel einer Mischverfassung ansah, in der monarchische (Magistrate), aristokratische (Senat) und demokratische (Comitien) Elemente sich die Waage hielten, sah die spätere Forschung ein eindeutiges Übergewicht des Senats, der (bzw. die in ihm führenden Politiker) die Entscheidungen der Volksversammlung vorherbestimmt habe. In den letzten Jahren haben einige Historiker wieder der Plebs und damit den Comitien eine stärkere Rolle zugestanden.